# カカフカカ
『カカフカカ』は、石田拓実による日本の漫画作品。『Kiss』（講談社）2013年12月号から2021年1月号まで連載された。2021年3月時点で電子版を含めた累計発行部数は250万部を突破している。

## あらすじ
就活に挫折したフリーターの寺田亜希は、唯一のよりどころだった同棲中の彼氏にフラれ、家も無くなり友人のシェアハウスで暮らすことになる。そこで再会したのは、中学の同級生で、初カレ兼はじめて「した」本行智也だった。小説家になっていた彼はここ2年ほど小説が書けないスランプに陥り、さらにそれが関係しているのか「たたない」状況となっていた。ところが亜希に偶然接触したところ、智也はなぜか反応を示したため、絶対ヘンなことはしないという約束で、亜希は智也に協力を求められて添い寝をすることになる。

## 登場人物
寺田 亜希（てらだ あき）
フリーター。中学時代は無意味に勝気で無敵だった。何の根拠もなく、『世界の中心は自分』であり、自分は特別な存在だと思っていた。しかし、就活の失敗など、いろんな挫折を経験して、今は少し自信を失い気味。さらに同棲していた彼氏に浮気されたあげく、振られてしまった。成り行きで、友達の代わりにシェアハウスで暮らすことになる。
本行 智也（ほんぎょう ともや）
小説家。亜希の中学時代の同級生で、初Hの相手。 学生時代は地味で目立たない存在だったが、現在は洗練されたイケメンに変わった。しかし、ここ2年ほど「たたない」という悩みを抱えている。
長谷 太一（はせ たいち）
シェアハウスの住人。出版社に勤める編集者で、かつて本行の担当だった。
栗谷 あかり（くりたに あかり）
シェアハウスの住人。本行の熱狂的ファン。デザイン事務所で働いている。

## 書誌情報
- 石田拓実 『カカフカカ』 講談社 〈KC KISS〉、全12巻
  1. 2014年8月12日発売[講 1]、『Kiss』2013年12月号[1]、2014年4月号、6月号、8月号、ISBN 978-4-06-340933-8
  2. 2015年7月13日発売[講 2][4]、『Kiss』2014年10月号、12月号、2015年2月号、4月号、6月号、ISBN 978-4-06-340959-8
  3. 2016年5月13日発売[講 3]、『Kiss』2015年8月号、10月号、12月号、2016年2月号、4月号、ISBN 978-4-06-340989-5
  4. 2016年12月13日発売[講 4]、『Kiss』2016年6月号、8月号、10月号 - 12月号、ISBN 978-4-06-398006-6
  5. 2017年8月10日発売[講 5]、『Kiss』2017年2月号 - 4月号、6月号 - 7月号、ISBN 978-4-06-398026-4
  6. 2018年2月13日発売[講 6]、『Kiss』2017年8月号 - 12月号、ISBN 978-4-06-510879-6
  7. 2018年7月13日発売[講 7]、『Kiss』2018年1月号 - 5月号、ISBN 978-4-06-511945-7
  8. 2019年2月13日発売[講 8]、『Kiss』2018年6月号 - 10月号、ISBN 978-4-06-514231-8
  9. 2019年8月9日発売[講 9]、『Kiss』2018年11月号、2019年1月号 - 4月号、ISBN 978-4-06-516723-6
  10. 2020年3月13日発売[講 10]、『Kiss』2019年5月号 - 7月号、10月号 - 11月号、ISBN 978-4-06-519003-6
  11. 2020年9月11日発売[講 11]、『Kiss』2019年12月号、2020年1月号、3月号、5月号 - 7月号、ISBN 978-4-06-520752-9
  12. 2021年3月12日発売[講 12]、『Kiss』2020年8月号、10月号 - 2021年1月号[2]、ISBN 978-4-06-522724-4

### 単行本未収録作品
- カカフカカ〜2年後話〜[5][6]（『Kiss』2021年12月号）
- たわごとごっこ[7][8][9]（『Kiss』2022年2月号）

## テレビドラマ
『カカフカカ-こじらせ大人のシェアハウス-』（カカフカカ-こじらせおとなのシェアハウス-）の題名で、毎日放送（新設の「ドラマ特区」枠）でドラマ化。毎日放送では2019年4月26日から6月28日まで放送され、その他関東の首都圏トライアングル3局や他TBS系列局で放送。
なお主演・森川葵と主要キャストの中尾暢樹は、同じ毎日放送制作で2018年9月10日 - 10月29日放送のテレビドラマ『文学処女』（ドラマイズム枠）以来約半年ぶりの共演となる。

### キャスト
- 寺田亜希 - 森川葵[10][11]
- 本行智也 - 中尾暢樹[10][11]
- 長谷太一 - 結木滉星
- 栗谷あかり - 中村里砂

### スタッフ
- 原作 - 石田拓実『カカフカカ』（講談社「Kiss」）
- 脚本 - 阿相クミコ
- 監督 - ふくだももこ、堀江貴大、的場政行
- プロデューサー - 内部健太郎、尹楊会、清家優輝
- 制作プロダクション - エイベックス・ピクチャーズ
- 制作協力 - ファインエンターテイメント
- 制作 - 「カカフカカ」製作委員会、毎日放送

### 主題歌
- オープニング - 「like that!!」lol-エルオーエル-（avex trax）
- エンディング - 「スキだよ -MY LOVE-」BoA（avex trax）

### ネット局
| 放送期間                | 放送日時                     | 放送局         | 放送対象地域 | 備考   |
| ----------------------- | ---------------------------- | -------------- | ------------ | ------ |
| 2019年4月25日 - 6月27日 | 木曜 23:00 - 23:30           | テレビ神奈川   | 神奈川県     | 独立局 |
| 2019年4月26日 - 6月28日 | 金曜 0:59 - 1:29（木曜深夜） | 毎日放送       | 近畿広域圏   | 製作局 |
| 2019年4月27日 - 6月29日 | 土曜 0:00 - 0:30（金曜深夜） | 千葉テレビ     | 千葉県       | 独立局 |
| 2019年5月1日 - 7月3日   | 水曜 23:30 - 翌0:00          | テレビ埼玉     | 埼玉県       | 独立局 |
| 2019年5月22日 - 7月24日 | 水曜 0:58 - 1:28（火曜深夜） | テレビユー福島 | 福島県       |        |

| 毎日放送 ドラマ特区                     | 毎日放送 ドラマ特区                                                | 毎日放送 ドラマ特区 |
| 前番組                                  | 番組名                                                             | 次番組              |
| --------------------------------------- | ------------------------------------------------------------------ | ------------------- |
| 枠設立前につき無し                      | カカフカカ -こじらせ大人のシェアハウス-                            | コーヒー&バニラ     |
| 毎日放送 金曜 0:59 - 1:29（木曜深夜）枠 |                                                                    |                     |
| コトノハ図鑑 【日曜5:45枠へ移動】       | カカフカカ -こじらせ大人のシェアハウス- 【こから『ドラマ特区』枠】 | コーヒー&バニラ     |